# Graz Giants 1988
Questa voce raccoglie le informazioni riguardanti i Graz Giants nelle competizioni ufficiali della stagione 1988.
I dati sono noti in modo frammentario.

## Austrian Football League 1988

### Stagione regolare
| Vienna 2 aprile 1988 | Vienna Vikings | 14 – 25 | Graz Giants | Schmelz Sportzentrum |

| Graz 21 maggio 1988 | Graz Giants | 40 – 22 | Vienna Vikings |  |

### Playoff
| 1988 Semifinale | Graz Giants | 54 – 14 | Hallein Diggers |  |

| Vienna 3 luglio 1988 Austrian Bowl | Graz Giants | 33 – 15 | Vienna Vikings | Schmelz Sportzentrum |

## Statistiche di squadra
| Competizione      | %Vittorie | In casa | In casa | In casa | In casa | In casa | In casa | In trasferta | In trasferta | In trasferta | In trasferta | In trasferta | In trasferta | Totale | Totale | Totale | Totale | Totale | Totale |
| Competizione      | %Vittorie | G       | V       | N       | P       | Pf      | Ps      | G            | V            | N            | P            | Pf           | Ps           | G      | V      | N      | P      | Pf     | Ps     |
| ----------------- | --------- | ------- | ------- | ------- | ------- | ------- | ------- | ------------ | ------------ | ------------ | ------------ | ------------ | ------------ | ------ | ------ | ------ | ------ | ------ | ------ |
| Stagione regolare | 1.000     | 1+?     | 1+?     | 0       | 0       | 40+?    | 22+?    | 1+?          | 1+?          | 0            | 0            | 25+?         | 14+?         | 8      | 8      | 0      | 0      | 347    | 96     |
| Playoff           | 1.000     | 2       | 2       | 0       | 0       | 87      | 29      | 0            | 0            | 0            | 0            | 0            | 0            | 2      | 2      | 0      | 0      | 87     | 29     |
| Totale            | 1.000     | 3+?     | 3+?     | 0       | 0       | 127+?   | 51+?    | 2+?          | 1+?          | 0            | 0            | 25+?         | 14+?         | 10     | 10     | 0      | 0      | 434    | 125    |